# Estigmene laglaizei
Estigmene laglaizei är en fjärilsart som beskrevs av Rothschild 1910. Estigmene laglaizei ingår i släktet Estigmene och familjen björnspinnare. Inga underarter finns listade i Catalogue of Life.